# Sliepkovce
Sliepkovce (Hongaars: Dénesújfalu) is een Slowaakse gemeente in de regio Košice, en maakt deel uit van het district Michalovce.
Sliepkovce telt 724 inwoners.